# Platyoides vao
Platyoides vao is een spinnensoort uit de familie Trochanteriidae. De soort komt voor in Madagaskar.